# Cornelis sjunger Taube
Cornelis sjunger Taube er et album udgivet (som LP) i 1969 af den nederlandsk-svenske trubadur Cornelis Vreeswijk. På albummet tolker Vreeswijk Evert Taubes sange. Albummet blev indspillet sommeren 1969 i Metronomes studier og blev produceret af Anders Burman. Arrangør og dirigent var Kjell Andersson, og  Jojje Wadenius (guitar) og Tommy Borgudd (trommer) medvirkede. Pladen fik en Grammis i 1970.
I 2005 udkom albummet som CD på forlaget Warner Music Sweden, nu med titlen Cornelis Vreeswijk sjunger Taube og med tre numre mere.

## Numre
Alle sange er skrevet af Evert Taube, hvis ikke andet anføres:

### LP, 1969

#### Side A
1. Sjuttonde balladen – 3:09
2. Byssan lull (Trad. – tekstbearbejdning: Evert Taube) – 2:45
3. Den glade bagarn i San Remo – 2:53
4. Dansen på Sunnanö – 3:50
5. Nudistpolka – 2:27
6. Skärgårdsfrun – 1:32
7. Ingrid Dardels polska – 1:43

#### Side B
1. Vals i Valparaiso – 3:17
2. Och skulle det så vara (Musik: Gunnar Hahn – tekst: Evert Taube) – 1:38
3. Oxdragarsång – 2:10
4. Cervantes (Till Gunnar Ekelöf) (Musik: Kjell Andersson – tekst: Evert Taube) – 4:03
5. Fritiof Anderssons paradmarsch – 3:29
6. Jag är fri, jag har sonat – 2:42

### CD, 2005
1. Sjuttonde balladen – 3:07
2. Byssan lull – 2:44
3. Den glade bagarn i San Remo – 2:50
4. Dansen på Sunnanö – 3:47
5. Nudistpolka – 2:24
6. Skärgårdsfrun – 1:29
7. Ingrid Dardels polska – 1:42
8. Vals i Valparaiso – 3:15
9. Och skulle det så vara – 1:35
10. Oxdragarsång – 2:07
11. Cervantes – 4:01
12. Fritiof Anderssons paradmarsch – 3:26
13. Jag är fri, jag har sonat – 2:43
14. Vidalita – 3:27
15. Rosa på bal – 2:31
16. Tango i Nizza – 3:13

## Eksternt link
- Cornelis sjunger Taube på cornelis.se